# ヴュルテンベルク王国

ヴュルテンベルク王国
Königreich Württemberg

国の標語: Furchtlos und treu国歌: ヴュルテンベルクの国歌
ドイツ帝国内におけるヴュルテンベルク王国

ヴュルテンベルク王国（ヴュルテンベルクおうこく、ドイツ語: Königreich Württemberg）は、19世紀から20世紀初めにかけてドイツ南部を統治した王国。ヴァイマル共和政下でのシュトゥットガルト近辺はヴュルテンベルク自由人民州であった。第二次世界大戦後、旧王国領は旧バーデン大公国領のバーデン共和国と合併してバーデン＝ヴュルテンベルク州となった。

## 歴史
神聖ローマ帝国南部の有力領邦であったヴュルテンベルク公国は、神聖ローマ帝国初期のシュヴァーベン大公領を母体とする。
スペイン継承戦争中の1707年、シュトゥットガルトはルイ14世のフランス軍に占領された。1803年にヴュルテンベルク公は選帝侯となった。1806年に帝国が崩壊すると公国はヴュルテンベルク王国へと昇格した。この際、教会領など多数の小領邦を併合して、シュヴァーベン地方の大部分と南フランケン地方の一部を支配下に収めた。
こうしてホーエンローエ侯国を吸収した王国は、1815年にドイツ連邦へ加盟した。

## 政治
1819年に制定された欽定憲法に基づき、立憲君主国となり、憲法は1906年まで3回にわたって改正された。議会は両院制で、上院は王族と伯爵以上の貴族家首長、地方議会の代表や社会各界の名士によって、下院は選挙で選ばれた代議士によって構成された。上院議長は国王が直接指名したが、下院議長は1874年以降、議会が自律的に選出した。王国内の25歳以上の全ての男性は投票権を持っていた。行政府である内閣は6人の大臣で構成され、また大臣と数人の指名された委員で組織された枢密院が国王に諮問する役割を担った。特別最高裁判所は憲法の守護者として機能しており、この裁判所の判事たちは国王が任命したり、議会で選出された。議会は閣僚を弾劾する権利があった。

### 歴代国王
1. フリードリヒ1世（1806年 - 1816年）
2. ヴィルヘルム1世（1816年 - 1864年）- バイエルン王国の王女と結婚
3. カール1世（1864年 - 1891年）
4. ヴィルヘルム2世（1891年 - 1918年）